# Мар'єнко Сергій Вікторович
Сергі́й Ві́кторович Мар'єнко (8 листопада 1978 — 30 січня 2015) — солдат Збройних сил України, учасник російсько-української війни.

## З життєпису
З малих років мешкав у Запоріжжі, навчався, згодом працював на заводі «Укрграфіт» разом з батьком Віктором Олексійовичем.
У часі війни — водій, 128-ма бригада. 30 січня 2015-го загинув під час артилерійського обстрілу терористами взводного опорного пункту поблизу Дебальцевого.
Вдома залишилися мама, дружина, двоє дітей — 8 і 9 років. Похований у Запоріжжі.

## Нагороди та вшанування
- Указом Президента України № 108/2015 від 26 лютого 2015 року, «за особисту мужність і героїзм, виявлені у захисті державного суверенітету та територіальної цілісності України, вірність військовій присязі», нагороджений орденом «За мужність» III ступеня (посмертно)[1].
- 24 травня 2016 року на фасаді Запорізької школи № 7, де навчався Сергій, йому відкрито меморіальну дошку[2].
- Вшановується в меморіальному комплексі «Зала пам'яті», в щоденному ранковому церемоніалі 30 січня[3][4]